# Zhou Chunxiu
Zhou Chunxiu (周春秀S, Zhōu ChūnxiùP) (Contea di Sheqi, 15 novembre 1978) è una maratoneta cinese.

## Palmarès
| Anno | Manifestazione  | Sede     | Evento   | Risultato | Prestazione | Note                                     |
| ---- | --------------- | -------- | -------- | --------- | ----------- | ---------------------------------------- |
| 2004 | Giochi olimpici | Pechino  | Maratona | 33ª       | 2h42'54"    |                                          |
| 2005 | Mondiali        | Helsinki | Maratona | 5ª        | 2h24'12"    |                                          |
| 2006 | Giochi asiatici | Doha     | Maratona | Oro       | 2h27'03"    |                                          |
| 2007 | Mondiali        | Osaka    | Maratona | Argento   | 2h30'45"    |                                          |
| 2008 | Giochi olimpici | Pechino  | Maratona | Bronzo    | 2h27'07"    | Miglior prestazione personale stagionale |
| 2009 | Mondiali        | Berlino  | Maratona | 4ª        | 2h25'39"    | Miglior prestazione personale stagionale |
| 2010 | Giochi asiatici | Canton   | Maratona | Oro       | 2h25'00"    |                                          |
| 2011 | Mondiali        | Taegu    | Maratona | 6ª        | 2h29'58"    |                                          |

## Campionati nazionali
1998
- Argento ai campionati cinesi juniores, 1500 m piani - 4'16"59

2003
- Bronzo ai campionati cinesi, 5000 m piani - 15'26"21
- Argento ai campionati cinesi, 10000 m piani - 32'13"96
- Oro ai campionati cinesi di maratona - 2h34'16"

2004
- 7ª ai campionati cinesi, 5000 m piani - 15'51"05
- Bronzo ai campionati cinesi, 10000 m piani - 33'15"28
- Oro ai campionati cinesi di maratona - 2h23'28"

2005
- Oro ai campionati cinesi, 10000 m piani - 32'40"77

2010
- 7ª ai campionati cinesi, 5000 m piani - 17'11"76
- 5ª ai campionati cinesi, 10000 m piani - 33'53"12

## Altre competizioni internazionali
2003
- Argento alla Maratona di Pechino ( Pechino) - 2h23'41"

2004
- Argento alla Maratona di Pechino ( Pechino) - 2h28'42"

2005
- Argento alla Maratona di Pechino ( Pechino) - 2h21'11"
- Oro alla Maratona di Seul ( Seul) - 2h23'24"
- Oro alla Maratona di Xiamen ( Xiamen) - 2h29'58"

2006
- Oro alla Maratona di Seul ( Seul) - 2h19'51"

2007
- Oro alla Maratona di Londra ( Londra) - 2h20'38"

2008
- Argento alla Maratona di Pechino ( Pechino) - 2h37'49"
- Oro alla Mezza maratona di Yangzhou ( Yangzhou) - 1h08'59"

2009
- 11ª alla Maratona di Londra ( Londra) - 2h29'02"
- 4ª alla Maratona di Pechino ( Pechino) - 2h34'57"

2010
- Argento alla Maratona di Seul ( Seul) - 2h25'01"
- Oro alla Mezza maratona di Zhengning ( Zhengning) - 1h11'31"
- Oro alla Mezza maratona di Dalian ( Dalian) - 1h14'34"

2011
- 23ª alla Maratona di Londra ( Londra) - 2h34'29"

2012
- Argento alla Maratona di Chongqing ( Chongqing) - 2h23'42"
- 20ª alla Maratona di Pechino ( Pechino) - 2h39'46"

2013
- Argento alla Mezza maratona di Chongqing ( Chongqing) - 1h15'19£